# 北桜英敏
北桜 英敏（きたざくら ひでとし、1971年12月15日 - ）は、広島県広島市安佐北区出身で北の湖部屋に所属した元大相撲力士。本名は向 英俊（むこう ひでとし）。身長189cm、体重177kg、血液型はA型。得意手は右四つ、寄り。最高位は西前頭9枚目（2001年7月場所）。愛称は「熱い男北桜」。現役時代は闘志溢れる相撲と豪快な塩まき、そして熱心なファンサービスで人気を博した。現在は年寄・式守秀五郎（式秀）。式秀部屋師匠として後進の指導に当たっている。

## 来歴
弟は陸奥部屋の元幕内力士の豊桜で、父は元三段目力士の豊桜。実家は広島市安佐北区でちゃんこ店「角力太郎」を経営している。広島市立可部中学校卒業後の1987年3月場所で初土俵を踏み、長身の恵まれた体格で入門当初から将来を嘱望されていた。1991年1月場所には幕下に昇進したが、強引に組む力任せの相撲が多かったために長らく幕下中位で低迷した。
1997年11月場所に西幕下60枚目で7戦全勝優勝を果たすと、その勢いで勝ち越しを続け1998年7月場所で十両に昇進した。しかし新十両の場所は5月場所の7番相撲で怪我をしたため公傷休場、翌9月場所には弟・豊桜も十両に昇進したため、事実上の兄弟同時関取を果たした。北桜（北の湖部屋）・豊桜（立田川→陸奥部屋）の兄弟同時関取は、別々の部屋に入門した兄弟が同時に関取として番付に載った、初めての事例となった。
以降は十両と幕下を往復する状況が続いていたが、2001年1月場所に5度目の再十両を果たすと、それまでの右四つ以外にも積極的に前に出る相撲を取るようになり十両に定着し、同年7月場所には新入幕を果たした。2004年1月場所で13場所ぶりの再入幕。2004年9月場所には兄弟同時での幕内在位を果たした。2005年11月場所では西十両2枚目で8勝7敗と勝ち越し、弟・豊桜も西十両筆頭で10勝5敗と勝ち越して、2006年1月場所において北桜は2004年9月場所以来8場所ぶりとなる再入幕、豊桜は2場所ぶりとなる再入幕を果たし、兄弟同時に幕内への昇進を果たすという史上初の快挙を成し遂げた。その1月場所では東前頭17枚目で一時は優勝争いにも絡み、9勝6敗と勝ち越した。同年9月場所に十両に陥落したが、弟の豊桜と共に二桁勝利を記録し、翌11月場所に幕内復帰を果たした。その場所では4勝11敗と大敗し（4勝のうち1勝は旭鷲山の引退による不戦勝）、1場所で再び十両へ陥落した。
また2006年3月場所10日目の対高見盛戦では、勝ち名乗りの後から支度部屋に戻るまでに観客とハイタッチを交わしたり、子供との写真撮影に応じるなどサービス精神も旺盛なところも見せた。同3月場所では勝敗にかかわらず連日花道の観客とハイタッチを交わし、たとえ敗れたときでも、「明日は勝つぞ、北桜!」と観客から声援を受ける姿が見られた。
当時相撲界が苦境に立たされていたこともあって、特に子供のファンには、「子供の良心を信じて」自らの携帯電話の番号を教え、友達になって相撲をより知ってもらおうと、相撲普及にも腐心している。そんな自身を例えて、「ディズニーのミッキー」「相撲伝道師」との言葉もあった。
そして何よりも闘志を前面にむき出した年齢を感じさせない相撲で、インタビューでは、自称「永遠の24歳」として若々しさをアピールしていた。2006年5月場所4日目の対把瑠都戦では、剛力で鳴らす把瑠都に上手を取られたもののひるまず攻める相撲で白熱した戦いを制し、また平幕同士の対戦にもかかわらず取組後インタビュールームに呼ばれ、熱い言葉を語る様子は夜の全国ニュース番組でも報じられた。
2009年1月場所14日目、当時幕下筆頭の福岡に敗れて4勝10敗となったことで幕下陥落が決定的になったが、本人は現役続行を発表。3月場所では2003年5月場所以来の幕下となった。この場所では幕下西2枚目で4勝3敗と勝ち越したものの、幕下上位の好成績者が多く関取復帰はならなかった。西幕下筆頭で迎えた同年5月場所では4勝3敗と勝ち越し、翌7月場所において大潮の39歳5ヶ月に次ぐ戦後2位の年長記録となる37歳5ヶ月での再十両を果たした。その場所では3勝12敗と大きく負け越し、翌9月場所では再び幕下へ陥落した。
2010年3月場所を目前にした3月9日に現役引退を表明。師匠である北の湖が所有する年寄名跡を借りて年寄・小野川を襲名した。断髪式は同年10月1日に都内のホテルで行われた。その後は北の湖部屋付き年寄として後進の指導に当たっていたが、2012年に父親の兄弟子だった大潮こと8代式守秀五郎が創設した式秀部屋を一門外の部屋ながらも継承することが決定。8代式守秀五郎が停年（定年）退職した翌日の2013年1月4日に9代目式守秀五郎を襲名し、式秀部屋の師匠となった。その後、公益財団法人認定を申請中の相撲協会は年寄名跡の一括管理を決め、12月20日までに証書を提出するように親方衆へ通達していたが前日の19日になっても先代式秀との協議が難航した影響で証書が式秀本人の手に渡らない事態が起こったものの、期限当日の理事会前に滑り込みで提出したことで難を逃れた。
式秀部屋継承後は珍四股名、朝稽古の模様をニコニコ生放送で生中継、FacebookやTwitterを通じて部屋の広報活動を展開するなど独自の方法を用いた指導・運営を行っていることで注目を浴びており、稽古中でも「無理をしないで!」と声を掛けてやる気を引き出すなどいわゆる「現代っ子」に合った指導を行っている。本人はこれについて「ニュースや社会に対する不安から、子どもたちは漠然としたプレッシャーを受け続けている。そんな今の世代の力士たちに、かつての時代と同じように厳しく接するのは、あまりよろしくないのではないか」と話しており「普段から力士たちが喜ぶホルモンを出すようにしておけば、病気もケガも少なくなる」と精神衛生にも気を配る方針も口にしている。
2015年3月場所より2018年1月場所まで勝負審判を担当。
2022年2月15日、協会は式秀が新型コロナウイルスの検査で陽性となったと発表した。

## エピソード

### 土俵上のパフォーマンス
制限時間一杯のとき大量の塩を撒くパフォーマンスで有名である。そのパフォーマンスが始まったきっかけは、2000年7月場所14日目の対水戸泉戦で、初対戦時に負けていたため気迫で負けぬようにと対抗して多くの塩を撒いて勝った一番から始めた。翌9月場所限りで引退した水戸泉は北桜を「ソルトシェーカー」の後継に指名、観客に喜ばれる塩撒き法を伝授した。一時は負けが混んで自粛したこともあった。また塩を撒く前にはゆっくりと大きな深呼吸、塩を撒いた後には雲龍型のポーズをとって土俵内に入る事も知られている。土俵上では気合いを前面に出し、勝って勝ち名乗りを受けたあとポーズをとった。なお、光法や把瑠都との取り組みでは、彼らも北桜に負けじと大量の塩を撒いている。
しかしこのような塩撒きで有名な一方、時間前でも呼吸が合えば立っていく積極性を持っていた。特に、十両で琉鵬と対戦した際には、2007年1月から3場所続けて時間前に立った（全て北桜の勝ち）。同年3月場所の取組後には、「やつも武士だなあ」と自分の立合いに応じてくれた琉鵬を称えていた。また2007年5月場所14日目に白乃波と対戦した際にも時間前に立ったがこの時は敗れた。2008年3月場所9日目の白乃波との対戦でも時間前に立って、このときは勝利を収めた。
また、勝ち名乗りを受けて土俵を降りる際には「押忍」のポーズを取っていた。また、惜しい負け方をした際には悔しさを露わにしていた。本来、相撲にあっては好ましくないことではあるが、見苦しさがなく、師匠の北の湖からも黙認されていた。

### 趣味のビーズ編み
2006年3月場所5日目のNHK大相撲中継の番組中、中入りの時間に「熱い男が行く!北桜」と題した特集が組まれ、北桜の趣味のひとつであるビーズ編みをする様子が紹介された。自ら手芸店に赴いてビーズを選び、テグスを使って編んでいく繊細な一面を見せた。きっかけは、お金がなかった時代に現夫人にアクセサリーをプレゼントするためだったそうで、曰く「小さなビーズの穴にテグスを通すことで、立ち合いの一瞬にかける集中力が養える」という。
2007年2月25日のNHK『おしゃれ工房』の特集「ビーズにこめる一粒入魂」に出演し、自らの四股名にちなんで桜の花をモチーフにしたビーズの指輪や携帯ストラップなどの作品を自ら紹介している。
2008年には両国国技館の催し物としてビーズ展を開いた。
夢はビーズ編みの化粧まわしを作ること。
2014年5月28日放送分の『マツコ&有吉の怒り新党』のコーナー「新・3大○○調査会」に、「新・3大 北桜の繊細すぎる趣味」のタイトルで、北桜のビーズ編み3作品が紹介され、北桜本人が作品の解説も行った。因みに、3大を選んだ有識者は妻である。

### 河内家菊水丸との親交
河内家菊水丸（タレント・新聞〔しんもん〕詠み河内音頭家元）とは、菊水丸がパーソナリティを務める毎日放送（MBSラジオ）のラジオ番組『さてはトコトン菊水丸』で対談を行って以来、親交が深まった。菊水丸は北桜の関西地区応援団長を務めている。

### 取組に関するエピソード
- 2001年5月場所～7月場所は、場所と十両⇒幕内を跨いで13連勝した事がある。
- 2003年7月場所4日目、増健との対戦で十両以上では初となるつきひざで勝利を収めた[10]。
- 東十両2枚目だった2007年5月場所では、7日目の対嘉風戦で、後ろもたれという珍しい決まり手で勝利を収めた。また、12日目では幕内の玉春日に勝利した際には、懸賞金を取らずに土俵を降りてしまうという珍事を演じた。
- 2007年の夏巡業においては、横綱の朝青龍の不在の影響を懸念してのテレビを通じてのファンサービスをという各局の企画なのか、連日のように、熱気と歓声に包まれる巡業風景や力士たちやその家族にインタビューする様子が、テレビ朝日やフジテレビの夕方のニュース番組で放送されていた。
- 後に式秀部屋の弟子となる千昇とは1度対戦経験がある。西十両11枚目の地位で迎えた2009年1月場所11日目に、西幕下4枚目の千昇と対戦し、寄り切りで白星を挙げている。

- 皇司・隆の鶴・春日錦と対戦する事が多かった。皇司には16勝8敗で勝ち越し、隆の鶴には7勝7敗と互角だったが、春日錦とは相性が悪く5勝10敗だった。

### その他
2018年9月場所9日目、NHKアナウンサーの酒井良彦に右四つで相手に上手を取らせないような立合いを放送席で実演するが、肝心の組手が視聴者には見えず、このことはやくみつるの4コマ漫画でネタにされた。
相撲甚句に関しては春日錦と共に巡業などで美声を披露していた。

## 主な成績
- 通算成績：713勝711敗15休 勝率.501[12]
- 幕内成績：70勝110敗 勝率.389
- 現役在位：138場所
- 幕内在位：12場所
- 各段優勝
  - 十両優勝：1回 （2001年5月場所）
  - 幕下優勝：1回 （1997年11月場所）

## 場所別成績
| | 一月場所 初場所（東京） | 三月場所 春場所（大阪） | 五月場所 夏場所（東京） | 七月場所 名古屋場所（愛知） | 九月場所 秋場所（東京） | 十一月場所 九州場所（福岡） |
| --- | ----------------------- | ----------------------- | ----------------------- | --------------------------- | ----------------------- | --------------------------- |
| 1987年 （昭和62年） | x                       | （前相撲）              | 西序ノ口2枚目 4–3       | 西序二段124枚目 5–2         | 西序二段84枚目 2–5      | 西序二段110枚目 4–3         |
| 1988年 （昭和63年） | 東序二段85枚目 4–3      | 西序二段49枚目 4–3      | 東序二段25枚目 3–4      | 西序二段41枚目 6–1          | 東三段目81枚目 1–6      | 東序二段16枚目 3–4          |
| 1989年 （平成元年） | 東序二段31枚目 5–2      | 東三段目93枚目 3–4      | 東序二段14枚目 5–2      | 西三段目76枚目 2–5          | 西序二段3枚目 3–4       | 西序二段20枚目 5–2          |
| 1990年 （平成2年） | 西三段目72枚目 6–1      | 西三段目22枚目 3–4      | 西三段目40枚目 3–4      | 東三段目59枚目 4–3          | 東三段目39枚目 5–2      | 東三段目8枚目 5–2           |
| 1991年 （平成3年） | 東幕下47枚目 5–2        | 東幕下30枚目 1–6        | 西幕下60枚目 3–4        | 西三段目11枚目 4–3          | 東幕下56枚目 2–5        | 東三段目19枚目 4–3          |
| 1992年 （平成4年） | 東三段目8枚目 6–1       | 東幕下37枚目 3–4        | 西幕下51枚目 3–4        | 西三段目筆頭 4–3            | 西幕下46枚目 5–2        | 西幕下28枚目 4–3            |
| 1993年 （平成5年） | 西幕下22枚目 5–2        | 東幕下14枚目 3–4        | 東幕下22枚目 3–4        | 西幕下28枚目 4–3            | 西幕下23枚目 3–4        | 東幕下33枚目 5–2            |
| 1994年 （平成6年） | 東幕下21枚目 4–3        | 西幕下14枚目 2–5        | 西幕下29枚目 1–6        | 西幕下60枚目 5–2            | 東幕下36枚目 5–2        | 東幕下24枚目 4–3            |
| 1995年 （平成7年） | 西幕下17枚目 4–3        | 東幕下11枚目 2–5        | 西幕下27枚目 6–1        | 東幕下11枚目 5–2            | 東幕下5枚目 2–5         | 東幕下17枚目 4–3            |
| 1996年 （平成8年） | 東幕下12枚目 4–3        | 西幕下7枚目 3–4         | 東幕下15枚目 2–5        | 西幕下31枚目 2–5            | 東幕下50枚目 5–2        | 西幕下31枚目 5–2            |
| 1997年 （平成9年） | 東幕下18枚目 3–4        | 西幕下25枚目 3–4        | 西幕下33枚目 5–2        | 東幕下20枚目 2–5            | 西幕下44枚目 2–5        | 西幕下60枚目 優勝 7–0       |
| 1998年 （平成10年） | 西幕下7枚目 5–2         | 東幕下3枚目 4–3         | 西幕下2枚目 6–1         | 西十両12枚目 休場 0–0–15    | 西十両12枚目 9–6        | 東十両10枚目 6–9            |
| 1999年 （平成11年） | 東幕下筆頭 4–3          | 東十両13枚目 7–8        | 東幕下筆頭 5–2          | 東十両12枚目 7–8            | 東十両13枚目 8–7        | 東十両11枚目 7–8            |
| 2000年 （平成12年） | 西十両12枚目 7–8        | 西十両13枚目 6–9        | 西幕下2枚目 5–2         | 東十両11枚目 7–8            | 東十両12枚目 6–9        | 西幕下2枚目 4–3             |
| 2001年 （平成13年） | 西十両13枚目 10–5       | 西十両4枚目 9–6         | 西十両筆頭 優勝 13–2    | 西前頭9枚目 6–9             | 東前頭13枚目 8–7        | 西前頭11枚目 5–10           |
| 2002年 （平成14年） | 東十両筆頭 6–9          | 東十両4枚目 7–8         | 東十両5枚目 9–6         | 東十両2枚目 6–9             | 東十両7枚目 7–8         | 西十両8枚目 5–10            |
| 2003年 （平成15年） | 東十両13枚目 8–7        | 東十両10枚目 5–10       | 東幕下筆頭 5–2          | 東十両11枚目 8–7            | 東十両8枚目 9–6         | 東十両5枚目 10–5            |
| 2004年 （平成16年） | 東前頭15枚目 3–12       | 東十両6枚目 8–7         | 西十両5枚目 5–10        | 西十両8枚目 11–4            | 東前頭17枚目 6–9        | 東十両3枚目 8–7             |
| 2005年 （平成17年） | 西十両2枚目 8–7         | 東十両筆頭 5–10         | 西十両5枚目 8–7         | 西十両4枚目 7–8             | 東十両6枚目 9–6         | 西十両2枚目 8–7             |
| 2006年 （平成18年） | 東前頭17枚目 9–6        | 西前頭14枚目 7–8        | 西前頭15枚目 7–8        | 東前頭16枚目 5–10           | 西十両4枚目 10–5        | 西前頭11枚目 4–11           |
| 2007年 （平成19年） | 西十両筆頭 6–9          | 西十両5枚目 9–6         | 東十両2枚目 9–6         | 西前頭11枚目 6–9            | 東前頭14枚目 4–11       | 西十両4枚目 6–9             |
| 2008年 （平成20年） | 東十両8枚目 10–5        | 西十両4枚目 6–9         | 西十両8枚目 10–5        | 東十両3枚目 8–7             | 西十両筆頭 2–13         | 東十両10枚目 7–8            |
| 2009年 （平成21年） | 西十両11枚目 5–10       | 西幕下2枚目 4–3         | 西幕下筆頭 4–3          | 西十両13枚目 3–12           | 西幕下7枚目 4–3         | 東幕下6枚目 2–5             |
| 2010年 （平成22年） | 東幕下16枚目 2–5        | 東幕下27枚目 引退 –     | x                       | x                           | x                       | x                           |
| 各欄の数字は、「勝ち-負け-休場」を示す。 優勝 引退 休場 十両 幕下 三賞：敢=敢闘賞、殊=殊勲賞、技=技能賞 その他：★=金星 番付階級：幕内 - 十両 - 幕下 - 三段目 - 序二段 - 序ノ口 幕内序列：横綱 - 大関 - 関脇 - 小結 - 前頭（「#数字」は各位内の序列） |                         |                         |                         |                             |                         |                             |

### 幕内対戦成績
| 力士名   | 勝数 | 負数 | 力士名   | 勝数 | 負数 | 力士名   | 勝数 | 負数 | 力士名   | 勝数 | 負数 |
| -------- | ---- | ---- | -------- | ---- | ---- | -------- | ---- | ---- | -------- | ---- | ---- |
| 蒼樹山   | 1    | 0    | 安芸乃島 | 0    | 2    | 朝赤龍   | 0    | 2    | 朝乃若   | 0    | 2    |
| 安壮富士 | 0    | 1    | 安美錦   | 2    | 3    | 岩木山   | 0    | 2    | 潮丸     | 1    | 2    |
| 皇司     | 5    | 2    | 小城錦   | 1    | 1    | 海鵬     | 0    | 4    | 垣添     | 2    | 1    |
| 春日王   | 4    | 0    | 春日錦   | 1    | 1    | 片山     | 2    | 1    | 稀勢の里 | 0    | 1    |
| 旭鷲山   | 2(1) | 2    | 旭天鵬   | 0    | 2    | 金開山   | 0    | 1    | 豪栄道   | 0    | 1    |
| 光法     | 0    | 1    | 黒海     | 0    | 2    | 琴欧洲   | 1    | 0    | 琴奨菊   | 0    | 1    |
| 琴ノ若   | 0    | 1    | 琴龍     | 1    | 0    | 里山     | 1    | 0    | 十文字   | 2    | 3    |
| 駿傑     | 1    | 0    | 大至     | 1    | 0    | 大善     | 0    | 2    | 大真鶴   | 1    | 0    |
| 貴闘力   | 1    | 0    | 隆の鶴   | 0    | 1    | 貴ノ浪   | 1    | 2    | 隆乃若   | 2    | 0    |
| 高見盛   | 1    | 1    | 豪風     | 1    | 3    | 玉春日   | 3    | 5    | 玉乃島   | 0    | 1    |
| 千代天山 | 0    | 3    | 出島     | 1    | 0    | 時津海   | 2    | 3    | 時天空   | 0    | 1    |
| 土佐ノ海 | 2    | 3    | 栃煌山   | 0    | 1    | 栃栄     | 1    | 3    | 栃乃洋   | 0    | 4    |
| 栃乃花   | 0    | 2    | 豊ノ島   | 0    | 4    | 豊響     | 0    | 1    | 濵錦     | 1    | 1    |
| 追風海   | 0    | 2    | 把瑠都   | 1    | 1    | 肥後ノ海 | 3(1) | 0    | 普天王   | 1    | 1    |
| 武雄山   | 2    | 3    | 寶智山   | 0    | 1    | 豊真将   | 0    | 3    | 北勝力   | 0    | 3    |
| 湊富士   | 1    | 0    | 雅山     | 0    | 1    | 燁司     | 0    | 1    | 嘉風     | 3    | 3    |
| 龍皇     | 1    | 0    | 露鵬     | 1    | 1    | 若孜     | 1    | 1    | 若兎馬   | 2    | 0    |
| 若の里   | 1    | 1    | 和歌乃山 | 0    | 2    |          |      |      |          |      |      |

## 四股名遍歴
- 向 英俊（むこう ひでとし）1987年3月場所 - 1987年9月場所
- 北桜 英俊（きたざくら -）1987年11月場所 - 1996年5月場所
- 向 英俊（むこう -）1996年7月場所 - 1997年9月場所
- 北桜 英敏（きたざくら -）1997年11月場所 - 2010年3月場所

## 年寄名遍歴
- 小野川 英敏（おのがわ ひでとし） 2010年3月9日 - 2013年1月3日
- 式守 秀五郎（式秀）（しきもり ひでごろう） 2013年1月4日 -